# 増田オートサロン
『増田オートサロン』（ますだオートサロン）は、BSフジで2013年4月20日から2014年1月4日まで毎週土曜日24:30 - 25:00（JST）に放送されていた自動車を題材とした情報番組（自動車番組）。隔週新作。女優・増田有華の冠番組。
- スペシャル番組の放送予定があり、詳細が決まり次第、HPにて発表される。

## 概要
日本発のモータースポーツ「D1グランプリ」（全日本プロドリフト選手権）の情報を中心とした自動車番組。

## 出演者
MC
- 増田有華（サロンマネージャー）
- テリー伊藤（サロン名誉会長）

リポーター
- 折井あゆみ

※増田と折井はAKB48のOGである。

## スタッフ
- 第1期
- ナレーター：垂木勉
- 編成：立本洋之（BSフジ）
- 協力：三栄書房、D1コーポレーション
- 撮影：川口宏樹、落合勝芳
- 技術協力：J-CREW、G-Linkスタジオ
- 企画・構成：足立晃広（フェノメノン）池上崇（サンプロス）
- プロデューサー：齋田功（サンプロス）
- 制作著作：サンプロス

第2期
- ナレーター：AYAMIE
- 編成：立本洋之（BSフジ）
- 構成：小高弘嗣　松見寿夫
- 企画協力：一場進（ロコモーション）
- 協力：三栄書房、D1コーポレーション
- 撮影：中澤宏
- 音声：村本達弥
- 技術協力：SWISH JAPAN、東洋レコーディング
- 企画：池上崇（サンプロス）
- 制作進行：宇都宮宏祐
- デスク：臼田奈津美
- AD:青木美穂／遠藤悟樹
- ディレクター：西川恒爾／太田太介
- 演出：田中健
- プロデューサー：齋田功（サンプロス）
- 制作著作：サンプロス